# Matija Marinić
Matija Marinić (24. prosinca 1990.), hrvatski reprezentativni kajakaš i kanuist, iz Zagreba, član Kajak kanu kluba Zagreb. Natjecao se na Europskom prvenstvu u Bratislavi od 13. – 15. kolovoza 2010. godine u disciplini C1.
Plasirao se na Olimpijske igre u Parizu 2024.